# Heterometrus atrascorpius
Heterometrus atrascorpius ist ein indischer Skorpion der Familie Scorpionidae.

## Beschreibung
Heterometrus atrascorpius ist im Vergleich zu anderen Arten der Gattung Heterometrus mittelgroß, mit einer Länge des Holotypus von etwa 76 bis 92 Millimetern. Der Körper ist auf der Rücken- und der Bauchseite von schwarzbrauner Farbe, lediglich die Tarsen der Beine sind etwas heller und das Sternum ist gelbbraun. Die Giftblase ist weißlich gelb gefärbt, der Giftstachel an der Basis rötlichbraun und an der Spitze schwarz. Die Femora der Pedipalpen sind mehr als doppelt so lang wie breit, die Chelae sind langgestreckt, insbesondere im Vergleich zu Heterometrus beccaloniae. Die Kammorgane haben beidseitig 15 bis 17 Zähne.

## Verbreitung und Lebensraum
Die Terra typica von Heterometrus atrascorpius befindet sich im Dorf Bokkapuram bei Masinagudi, im Distrikt Nilgiris des Bundesstaates Tamil Nadu (11° 32′ 46″ N, 76° 40′ 18″ O) auf einer Höhe von etwa 900 Metern über dem Meeresspiegel. Sie liegt im Mudumalai National Park, einem der Naturschutzgebiete in den Nilgiri-Bergen im Dreieck der indischen Bundesstaaten Karnataka, Kerala und Tamil Nadu, die zum UNESCO-Weltnaturerbe Westghats zählen.
Die Fundorte von Heterometrus atrascorpius sind von Menschen dünn besiedelt und von einer Vegetation aus Dornbüschen geprägt. Sie weisen zahlreiche Felsen auf, unter denen die Skorpione ihre Bauten graben. Die Bauten sind von außen an ihren halbmondförmigen Eingängen zu erkennen, der zunächst in eine Röhre und dann in eine Kammer führt. In einigen Bauten wurden teilweise verzehrte Käfer gefunden. Heterometrus atrascorpius teilt sich seinen Lebensraum mit Skorpionen der Gattungen Lychas und Hottentotta.

## Systematik

### Erstbeschreibung
Die Erstbeschreibung erfolgte durch die indischen Arachnologen Zeeshan A. Mirza, Devavarat Joshi, Gavin Desouza und Rajesh V. Sanap im Jahr 2012.
In der Erstbeschreibung nahmen die Autoren Bezug auf die von dem tschechischen Arachnologen František Kovařík 2004 veröffentlichte Erstbeschreibung von Heterometrus beccaloniae. Sie vertraten die Auffassung, dass es sich bei den von Kovařík bestimmten juvenilen Paratypen von Heterometrus beccaloniae tatsächlich um Exemplare von Heterometrus atrascorpius handeln muss.

### Typmaterial
Der Holotyp ist nach Angaben der Autoren der Erstbeschreibung ein adultes Weibchen, als Paratypen wurden ein adultes Männchen und ein subadultes weibliches Tier bestimmt. Die Typusexemplare befinden sich in der Sammlung der Bombay Natural History Society in Mumbai. Die Arachnologen H. Muhammad Tahir und Lorenzo Prendini vertraten später die Auffassung, es sei offensichtlich, dass keiner der Typen ein adultes Exemplar sei. Daher seien die angewandten diagnostischen Kriterien unzuverlässig und ihre Anwendung zur Abgrenzung der neuen Art von anderen ungültig.

### Etymologie
Der Artname setzt sich aus den lateinischen Bezeichnungen atra (deutsch: „dunkel“) und scorpio (deutsch: „Skorpion“) zusammen.